# Wonambi
Wonambi es un género extinto de serpientes madtsoidas que vivieron desde finales del Neógeno hasta finales del Cuaternario en Australia. Las especies de Wonambi eran serpientes constrictoras no relacionadas con las pitones australianas.

## Taxonomía y denominación

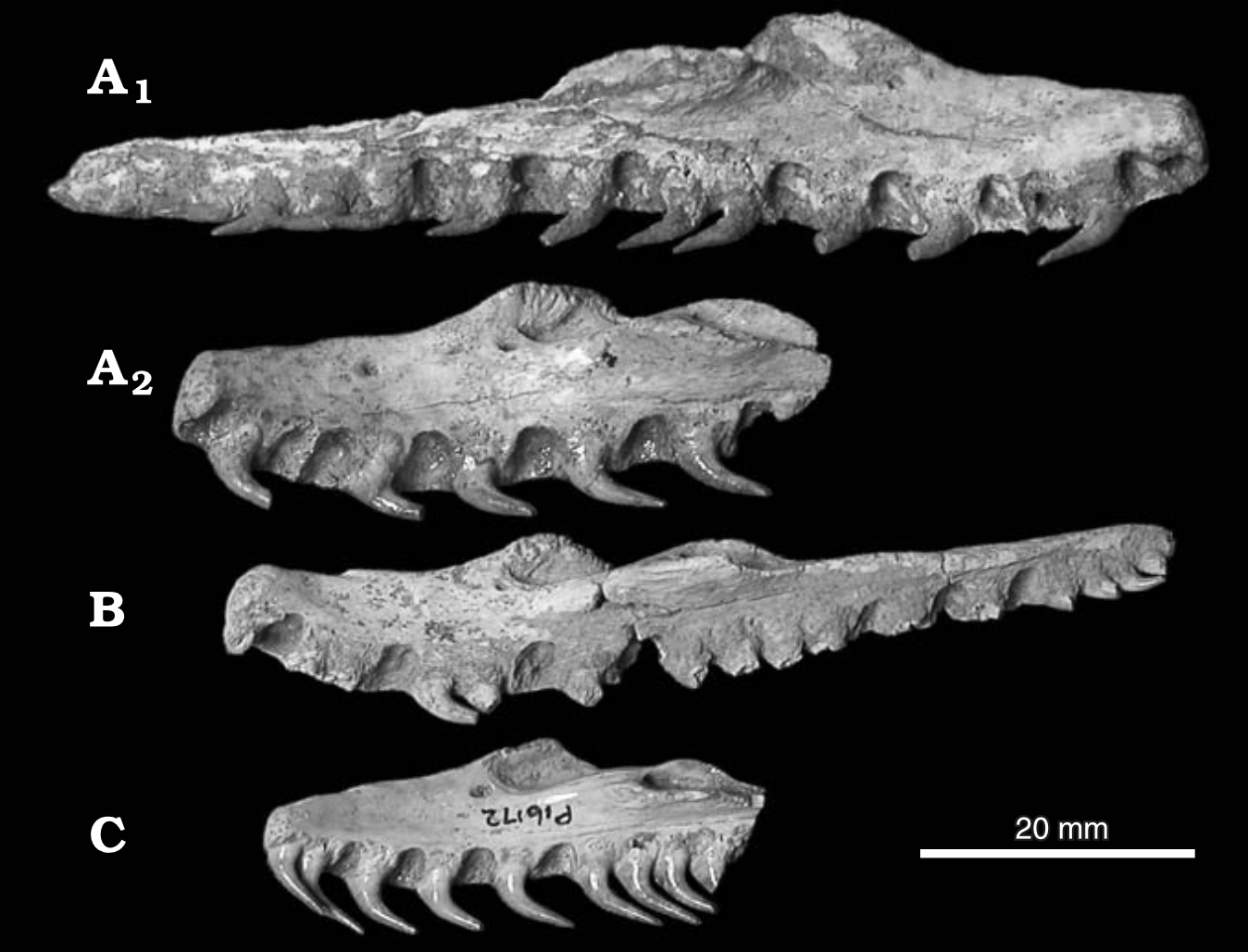
Maxilares de Wonambi naracoortensis

Wonambi naracoortensis fue descrita por primera vez en base a fósiles hallados en Naracoorte, Australia del Sur, fue la primera serpiente extinta encontrada en Australia.
El nombre genérico Wonambi wiene de la descripción, por parte de los aborígenes locales, de una serpiente del Tiempo del Sueño. Se tratabe de un ser mitológico frecuentemente referida tanto por los aborígenes como los europeos como la Serpiente Arcoíris, considerada responsable de la creación de las principales características del paisaje. Se cree que el Wagyl de Noongar, Australia Occidental, se correlaciona con el Wonambi del pueblo de Australia del Sur. Es similar al género Yurlunggur, encontrado en el yacimiento de Riversleigh, que abarcó tanto Queensland como el Territorio del Norte.
La familia de este género, Madtsoiidae, se extinguió en otras partes del mundo hará unos 55 millones de años, pero continuaron existiendo y evolucionando en Australia hasta hace unos 50.000 años.

## Descripción

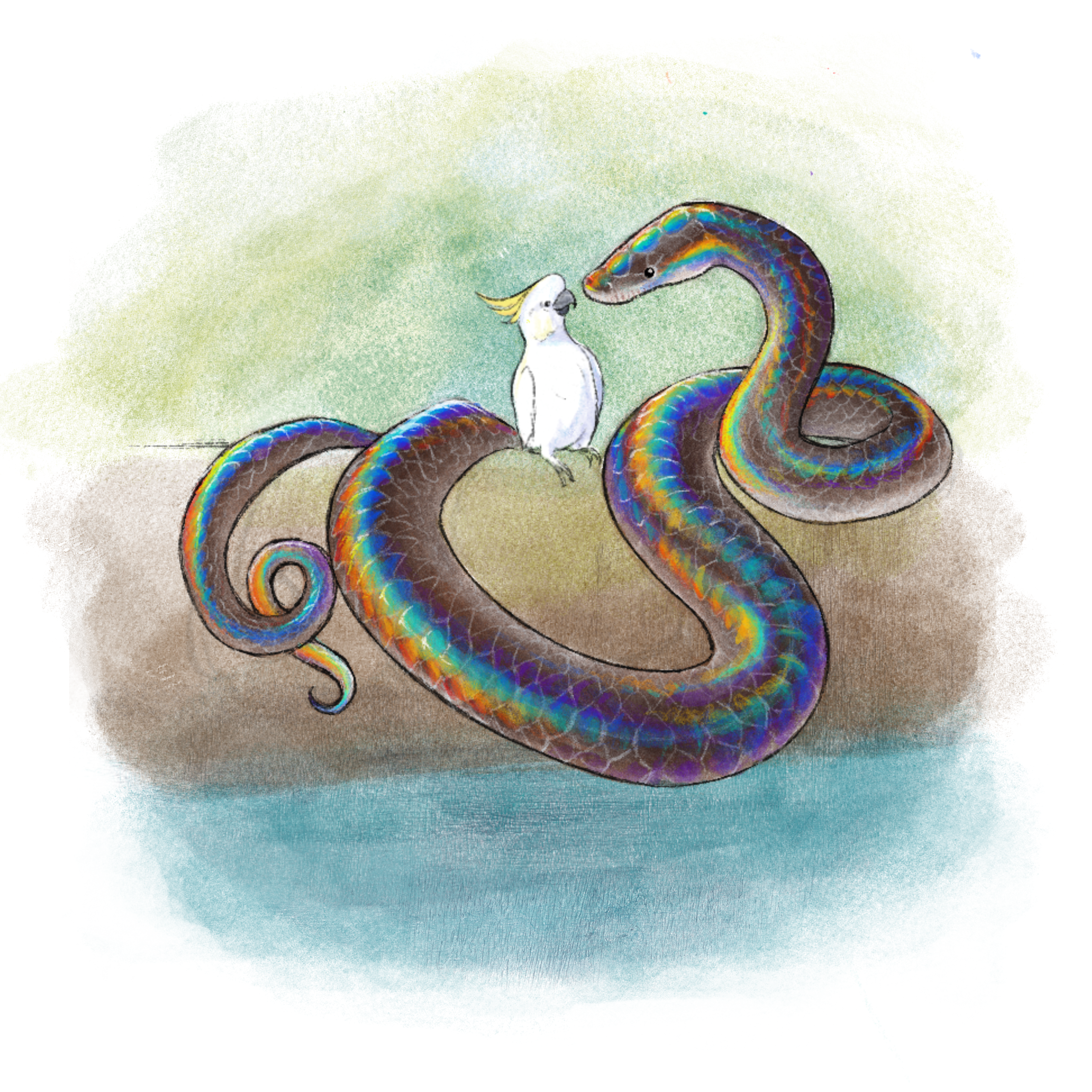
Restauración en vida junto a una cacatúa galerita

Wonambi eran serpientes bastante grandes, con la especie tipo, W. naracoortensis, excediendo los 4 metros e incluso alcanzando 6 m de longitud con la otra especie, W. barriei, alcanzando la menor taya de 3 m de largo. Era una serpiente constrictora no venenosa, es probable que se tratase de un depredador de emboscada que mataba a su presa por constricción . La cabeza del animal era relativamente pequeña, restringiendo el posible tamaño de su presa.

## Paleoecología
Wonambi naracoortensis vivió durante la Glaciación Würm del  Pleistoceno, en solanas naturales junto a abrevaderos locales, donde tendían emboscadas a canguros, ualabíes y otras presas de similar o menor talla que acudían al agua a beber. Se ha descubierto que el mapeo de tales lugares en Australia Occidental está estrechamente asociado con áreas que el pueblo Noongar considera sitios sagrados de Waugal .
Tim Flannery afirma que estas serpientes, junto con gran parte de la megafauna australiana, se extinguió, en gran parte como resultado de la llegada de los aborígenes australianos, como la caza y el cultivo de palos incendiarios.